# Notiziario Storico dell'Arma dei Carabinieri
Il Notiziario Storico dell'Arma dei Carabinieri è un periodico bimestrale edito dalla Direzione dei Beni Storici e Documentali del Comando Generale dell'Arma dei Carabinieri. Pubblicato per la prima volta nel gennaio 2016. La rivista on-line si affianca alle altre iniziative editoriali curate dall'Arma dei Carabinieri, Il Carabiniere, la Rassegna dell'Arma dei Carabinieri e le più recenti #Natura e Silvae.

## Scopo
Lo scopo della rivista è stato dichiarato dal Comandante Generale dell'Arma dei Carabinieri "affinché, senza spesa alcuna, possa essere
letta da tutti coloro che, Carabinieri e non, siano interessati a conoscere vicende della vita fin qui vissuta dall’Arma e dai suoi figli".
Il periodico si ricollega idealmente al Bollettino-Notiziario del Museo Storico che chiuse le pubblicazioni nel 1975. Tale operazione di divulgazione si inserisce tra le iniziative per diffondere, in modo quanto più aperto possibile al più grande pubblico, gli episodi storici che videro l'Arma e i Carabinieri protagonisti.
Nell'editoriale è sottolineato come "sia importante per un’Istituzione come l’Arma dei Carabinieri, votata a garantire piena legalità e a proteggere diritti e libertà di ogni individuo in Italia e all’estero, ricordare, a ogni nuova generazione di suoi militari, la propria Storia per comprendere appieno il presente e guardare, con fiducia e giustificato ottimismo, al futuro.Il Notiziario Storico dell’Arma contribuirà a mantenere e rafforzare questa memoria collettiva, proponendosi come strumento di conoscenza agevole, immediato, di facile accesso e consultazione. Narra vicende del passato a volte epiche, più spesso di vita comune, ordinaria, vissuta in operoso silenzio, in umile abnegazione, nella responsabile esecuzione del servizio, nel duro, quasi sempre anonimo espletamento dei compiti istituzionali da parte delle centinaia di migliaia, tante, di appartenenti alla nostra Istituzione, di nostri commilitoni che si sono avvicendati nei duecento due anni vissuti finora dall’Arma e continueranno a farlo negli innumerevoli anni ancora a venire".

## Struttura
La rivista è articolata in sei rubriche: 
- Cronache di ieri (già denominata Antiche Cronache), dedicate ad attività operative che, nel passato, hanno visto protagonista l’Arma;
- Pagine di Storia, rivolte a raccontare episodi che hanno assunto un valore particolare nella Storia dell'Istituzione;
- A proposito di…, (si propone di far emergere curiosità e aspetti meno noti attinenti al servizio);
- Curiosando nel Museo ha l’obiettivo di illustrare, valorizzandolo, il patrimonio di opere e di cimeli che il Museo storico dell'Arma dei carabinieri custodisce per incentivare i visitatori ad osservare dal vivo e virtualmente il patrimonio culturale dell'Arma;
- Carabinieri da ricordare intende far conoscere, in ogni numero, la figura di un Carabiniere particolarmente benemerito;
- Almanacco, allo scopo di ricordare episodi o vicende dell’Arma accaduti 100 e 200 anni prima nel bimestre d'interesse.

Gli articoli sono redatti in stile divulgativo al fine di avvicinare gli utenti del web interessati alla storia. Gli articoli sono quasi sempre corredati da numerose immagini di qualità con l'obiettivo di rendere maggiormente partecipe il fruitore mentre legge gli articoli. Di tanto in tanto la rivista pubblica alcuni speciali dedicati a mostre realizzate al Museo storico dell'Arma dei carabinieri o in occasione di particolari ricorrenze come lo speciale in memoria delle vittime del terrorismo.